# Christian Lindner
Christian Lindner (Wuppertal, Renania del Norte-Westfalia, 7 de enero de 1979) es un político alemán, presidente del Partido Democrático Liberal (FDP). Asumió el cargo de ministro federal de Finanzas en el Gabinete Scholz en diciembre de 2021, siendo destituido en noviembre de 2024.

## Biografía

### Primeros años y educación
Lindner nació en Wuppertal, Alemania. Su padre Wolfgang Lindner es profesor de Matemáticas y Ciencias de la Computación en el Städtisches Gymnasium en Wermelskirchen. Después de graduarse del Gymnasium en 1998, estudió ciencias políticas en la Universidad de Bonn entre 1999 y 2006.

### Carrera política
Lindner se unió al FDP en 1995. Ha sido miembro de la Junta Ejecutiva del FDP en el estado de Renania del Norte-Westfalia desde 1998 y se convirtió en Secretario General del partido en este estado federado en 2004, ocupando este cargo hasta febrero de 2010. En 2000, fue elegido diputado al Parlamento Regional de Renania del Norte-Westfalia, desempeñándose en este cargo hasta 2009. En 2007 también se convirtió en miembro de la Junta Ejecutiva del FDP a nivel federal. Desde 2009 hasta 2012 se desempeñó como miembro del Bundestag alemán. Desde diciembre de 2009 hasta su sorpresiva dimisión en diciembre de 2011, fue también secretario general del FDP a nivel federal.
Lindner fue elegido como candidato del FDP para las elecciones estatales de Renania del Norte-Westfalia de 2012. En las elecciones, el FDP recibió el 8,6% de los votos, superando todas las expectativas.
Linder fue elegido nuevo presidente del FDP en 2013, tras la dimisión del hasta entonces presidente Philipp Rösler después de las elecciones federales de 2013, en las que el FDP no pudo superar el obstáculo del 5% necesario para entrar en el Bundestag, por primera vez desde 1949.
Lindner fue el candidato principal del FDP para las Elecciones estatales de Renania del Norte-Westfalia de 2017 y las Elecciones federales de Alemania de 2017. En estas últimas, el FDP logró volver a entrar al Bundestag con más de un 10% de los votos, y Lindner fue elegido nuevamente como diputado.
Tras las elecciones federales de 2021 y la formación del Gabinete Scholz, Lindner asumió como Ministro Federal de Finanzas.